# Benito Juárez, Chilón
Benito Juárez är en ort i Mexiko.   Den ligger i kommunen Chilón och delstaten Chiapas, i den sydöstra delen av landet, 800 km öster om huvudstaden Mexico City. Benito Juárez ligger 1 049 meter över havet och antalet invånare är 157.
Terrängen runt Benito Juárez är huvudsakligen kuperad, men västerut är den bergig. Terrängen runt Benito Juárez sluttar västerut. Runt Benito Juárez är det glesbefolkat, med 16 invånare per kvadratkilometer. Närmaste större samhälle är Pantelhó, 18,5 km väster om Benito Juárez. I omgivningarna runt Benito Juárez växer i huvudsak städsegrön lövskog.